# توماس نايلور (اقتصادي)
توماس نايلور (بالإنجليزية: Thomas Naylor)‏ هو اقتصادي أمريكي، ولد في 30 مايو 1936 في جاكسون في الولايات المتحدة، وتوفي في 12 ديسمبر 2012 في برلينغتون في الولايات المتحدة بسبب سكتة.